# Meragisa dejecta
Meragisa dejecta är en fjärilsart som beskrevs av William Schaus 1911. Meragisa dejecta ingår i släktet Meragisa och familjen tandspinnare. Inga underarter finns listade i Catalogue of Life.